# توم إل. وارد
توم إل. وارد (بالإنجليزية: Tom L. Ward)‏ هو كبير الإداريين التنفيذيين أمريكي، ولد في 1959 في سيلينغ في الولايات المتحدة.